# Törnpungmes
Törnpungmes (Anthoscopus minutus) är en afrikansk fågel i tättingfamiljen pungmesar. Den är mycket liten, med grå fjäderdräkt, kort stjärt och spetsig näbb. Arten förekommer i torra områden i södra Afrika. 

## Utseende och läten
Törnpungmesen är en mycket liten (8–9 cm), kortstjärtad tätting med ljusgrå och gulaktig fjäderdräkt, liten och spetsig näbb och rätt starka ben. Den kan förväxlas med grå pungmes, men det svarta på pannan övergår i ett ögonstreck, buk och flanker är gulaktiga, ej beigefärgade och strupen är fläckig. Lätet är ett mjukt, diskant "tseep" eller "tsip-eep-eep".

## Utbredning och systematik
Törnpungmesen förekommer i södra Afrika. Den delas in i tre underarter med följande utbredning:
- Anthoscopus minutus damarensis – förekommer från Angola till norra Namibia, Botswana (förutom i sydväst), Zimbabwe och nordöstra Sydafrika
- Anthoscopus minutus minutus – förekommer från västra Namibia till Västra Kapprovinsen, Botswana och västra Oranjefristaten
- Anthoscopus minutus gigi - förekommer i sydcentrala Sydafrika (Little Karoo och södra Great Karoo

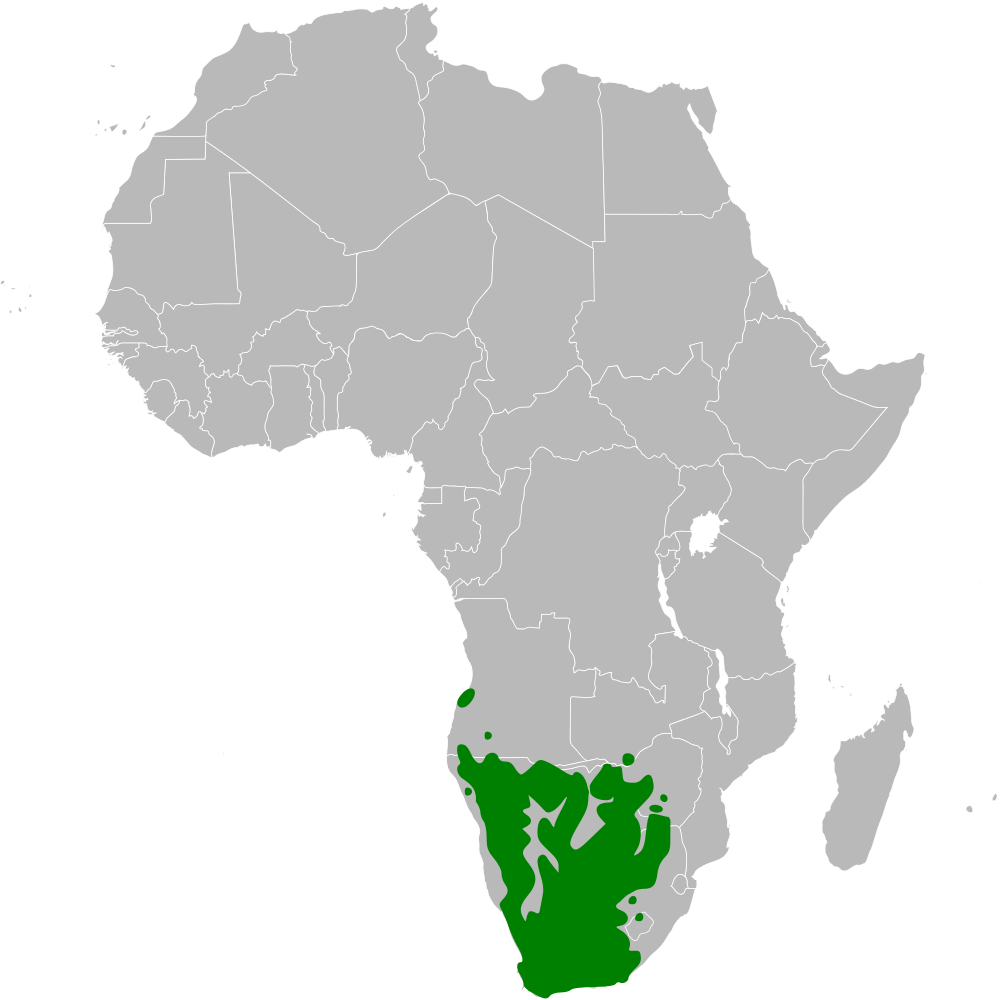
Törnpungmesens utbredningsområde.

## Levnadssätt
Törnpungmesen hittas i fynbos, karroosnår, halvöken och torr savann. Födan består av små ryggradslösa djur som insekter och deras ägg och larver, men även små spindlar och frukt.

## Status och hot
Arten har ett stort utbredningsområde och en stor population med stabil utveckling och tros inte vara utsatt för något substantiellt hot. Utifrån dessa kriterier kategoriserar internationella naturvårdsunionen IUCN arten som livskraftig (LC). Världspopulationen har inte uppskattats men den beskrivs som generellt ganska vanlig, dock lokalt ovanlig i Zimbabwe och ovanlig till sällsynt i Fristatsprovinsen i Sydafrika.

## Taxonomi och namn
Törnpungmesen beskrevs som art 1812 av George Shaw och Frederick Polydore Nodder, under protonymet Sylvia minuta. På svenska har arten även kallats kappungmes.